# Johovac (miasto Doboj)
Johovac (cyr. Јоховац) – wieś w Bośni i Hercegowinie, w Republice Serbskiej, w mieście Doboj. W 2013 roku liczyła 171 mieszkańców.